# پتاسیم-۴۰
پتاسیم-۴۰ (انگلیسی: Potassium-40) ایزوتوپ پرتوزایی از عنصر پتاسیم است که دارای نیمه عمر بسیار بالا در حدود ۱٫۲۵۱‎×۱۰۹ سال است و در حدود ۰٫۰۱۲٪ (۱۲۰ ppm) از پتاسیم موجود در طبیعت را تشکیل می دهد. این ایزوتوپ در تاریخ‌گذاری پتاسیم و آرگون که روشی برای تشخیص سن آثار باستانی است، کاربرد دارد.